# Zejozob
Zejozob (Anastomus) je rod čápovitých ptáků. Jsou známy dva druhy. Oba vyhledávají sladkovodní mokřady, bažiny, břehy vod, zaplavená pole aj., v nichž loví vodní plže, mlže a jiné drobné živočichy včetně malých obratlovců. Loví také v brakických vodách v mangrovech. Hnízdí na stromech, méně v křoviscích a rákosinách. Jsou koloniální. O mláďata se starají oba rodiče.

## Druhy a poddruhy
- zejozob africký (Anastomus lamelligerus Temminck, 1823)
  - Anastomus lamelligerus lamelligerus Temminck, 1823
  - Anastomus lamelligerus madagascariensis Milne-Edwards, 1880
- zejozob asijský, též zejozob indický (Anastomus oscitans Boddaert, 1783) – monotypický druh (nemá žádný poddruh).

Z hlediska ochrany jsou oba druhy podle červeného seznamu IUCN málo dotčené taxony (LC, z angl. Least concern).
V roce 2020 chovaly čtyři zoologické zahrady v ČR zejozoba afrického (ZOO Dvůr Králové, Zoologická a botanická zahrada města Plzně, Zoologická zahrada Praha a Zoologická zahrada Zlín), zejozob asijský u nás chován není.